# Félix Huamán Izquierdo
Félix Huamán Izquierdo (Huancabamba, 11 de septiembre de 1904 – Lima, 27 de julio de 1985) militar y político peruano. General de División del Ejército del Perú. Fue ministro de Justicia y Culto (1955-1956), así como encargado interino de los ministerios de Guerra, Agricultura y Relaciones Exteriores, durante el gobierno de Manuel A. Odría. También fue presidente del Comando Conjunto de las Fuerzas Armadas (1959).

## Biografía
Fue hijo de Félix Huamán de los Heros y Sara Izquierdo Garrido. 
En 1921 ingresó a la Escuela Militar de Chorrillos de donde egresó como alférez de caballería en 1925. Cursó estudios en la Escuela Superior de Guerra y posteriormente fue enviado a seguir estudios en Francia.
De vuelta en el Perú, se desempeñó como profesor de la Escuela Superior de Guerra y director de la Escuela Militar de Chorrillos (1947-1948).
Integró la Junta Interamericana de Defensa, donde tuvo una destacada participación. Fue agregado militar del Perú en Francia (1949) y agregado militar en los Estados Unidos (1953). 
En 1955, bajo el gobierno de Manuel A. Odría, fue ascendido a General de Brigada. El 25 de diciembre del mismo año, ya en las postrimerías de dicho régimen, juró como ministro de Justicia y Culto, formando parte del Consejo de Ministros presidido por el vicealmirante Roque A. Saldías. Se mantuvo en dicha función hasta el final del gobierno de Odría, el 28 de julio de 1956, cuando se hizo el traspaso democrático del poder. En dicho lapso también ejerció como encargado interino de los ministerios de Guerra, Agricultura y Relaciones Exteriores (de este último, de 29 de junio a 28 de julio de 1956, por ausencia del titular Manuel Cisneros Sánchez).
En 1956 fue elevado a Jefe del Estado Mayor del Ejército. En 1957 fue nombrado Comandante General del Ejército. En 1958, bajo el segundo gobierno de Manuel Prado Ugarteche, fue ascendido a General de División.
En 1956 formó parte de la comisión destinada a estudiar un proyecto de ley sobre la constitución y el ordenamiento legal del funcionamiento de los organismos de Defensa Nacional. Uno de los resultados de este trabajo fue la creación del Comando Conjunto de las Fuerzas Armadas del Perú, aprobado por decreto supremo de 1 de febrero de 1957. En 1959, Félix Huamán pasó a ejercer la presidencia de dicho Comando Conjunto.

## Condecoraciones
- Orden Militar de Ayacucho en el grado de Caballero Oficial y Comendador.
- Orden al Mérito en el grado de Gran Cruz.
- Oficial de la Legión de Honor de Francia.
- Oficial de la Legión al Mérito de Estados Unidos.
- Cóndor de los Andes de Bolivia.
- Medalla de la Junta Interamericana de Defensa.